# UESAC
UESAC（ウプサラ-ヨーロッパ南天天文台小惑星、彗星調査：Uppsala-ESO Survey of Asteroids and Comets ）は1992年から1993年の間に行われた小天体の調査プログラムである。
チリのヨーロッパ南天天文台とオーストラリアのサイディング・スプリング天文台のシュミット式望遠鏡を用いて、3400の小天体の位置が調査され、2500の小天体の軌道が計算された。2017年時点で、1123個の新しい小惑星を発見し、小惑星番号が与えられた。(6102) ヴィスビュー から (437697) 2014 DQ32が登録されているがさらに増えると思われる。